# Setodes himaruna
Setodes himaruna är en nattsländeart som beskrevs av Schmid 1987. Setodes himaruna ingår i släktet Setodes och familjen långhornssländor. Inga underarter finns listade i Catalogue of Life.